# Квак вознесенський
Квак вознесенський (Nycticorax olsoni) — вимерлий вид птахів родини чаплевих (Ardeidae).

## Поширення та вимирання
Вид був ендеміком острова Вознесіння на півдні Атлантичного океану. Відомий з субфосильних решток шести екземплярів, що виявлені у покладах гуано та у печерах. Описаний у 2000 році. Названий на честь американського орнітолога Сторрса Олсона.
Птах вимер у 16 столітті. Про нелітаючу чаплю на острові згадує Андре Теве у своєму звіті 1555 року. Згідно з його записами, птах був таким же великим, як чапля, і не міг літати. Він також характеризувався маленькими крилами, чорною спиною, білим черевом і дзьобом, схожим на баклана. Коли цих птахів вбивали, вони пищали, як свині.